# Twilight Zone (flipperspel)
För andra betydelser, se Twilight Zone.

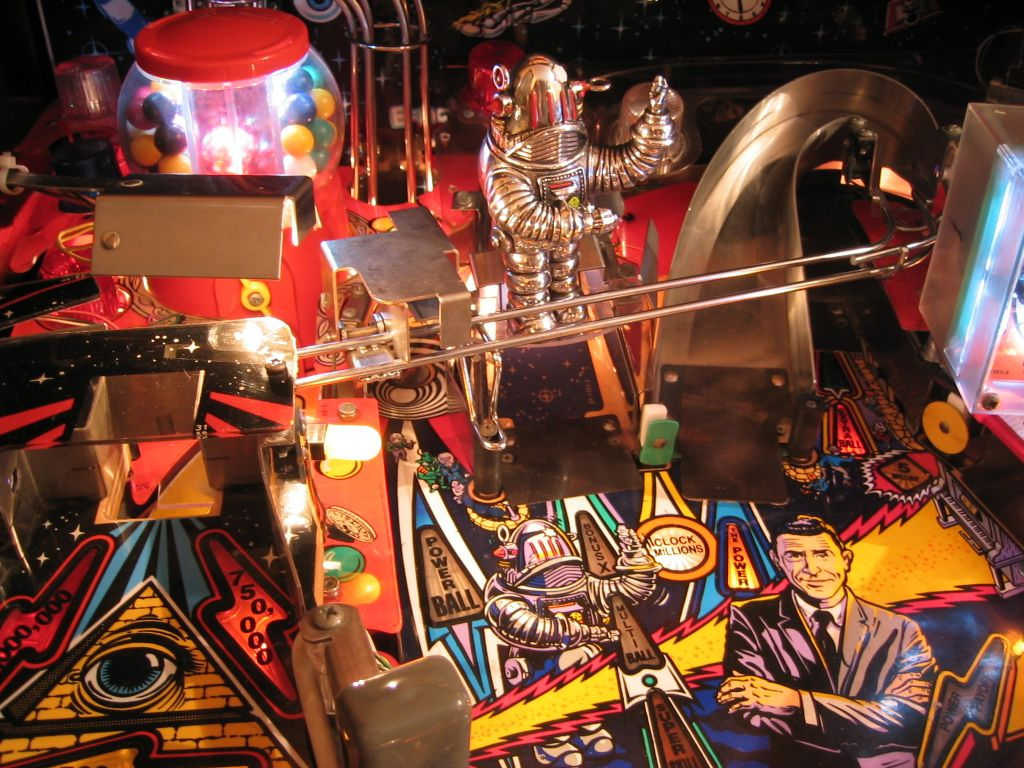
Detaljer från flipperspelet.

Twilight Zone (TZ) är ett flipperspel som tillverkades av Midway i 15 235 exemplar. Spelet släpptes 5 april 1993 och anses vara ett av världens bästa flipperspel genom tiderna. Spelet är av typen widebody, vilket innebär att det har en något bredare kropp än vanliga flipperspel.
Twilight Zone har väldigt djupgående spelregler men är kanske mest känd för sin speciella tuggummimaskin. När man startar Powerball Mode får man istället för en vanlig metallkula spela med en lättare keramikkula som får otroligt hög fart i jämförelse med de vanliga kulorna. Powerball Mode är dock inte värt så mycket rent poängmässigt utan bör oftast satsa på att starta Powerball Mania istället som är en multiboll.

## Fotnoter
1. ↑  IPDB.org – Top 300 rated IPDB Pinball Machines
2. ↑  Spelregler av Bowen Kerins